# Tratado de livre-comércio entre Canadá e Estados Unidos
O Tratado de Livre Comércio (FTA) foi um tratado assinado pelo Canadá e pelos Estados Unidos em outubro de 1987. O acordo removeu várias restrições comerciais, gradualmente, em um espaço de dez anos, que resultaram em um aumento entre as relações comerciais entre ambos os países. Alguns anos depois, o Tratado de Livre Comércio foi sucedido pelo Tratado de Livre Comércio da América do Norte, um tratado de livre comércio com a adição do México.